# Pterolophia sterculiae
Pterolophia sterculiae là một loài bọ cánh cứng trong họ Cerambycidae.